# Fazenda Bela Aliança
A Fazenda Bela Aliança é uma propriedade histórica localizada no município de Descalvado, no estado de São Paulo. É uma construção em estilo colonial brasileiro que ainda preserva suas características originais do século XIX, quando fez parte do ciclo do café, sendo uma grande produtora desse gênero no interior paulista.

## Histórico

### Ciclo do Café
Com a introdução do café no interior paulista, a região de Descalvado começou a participar da produção cafeeira a partir de 1870 e principalmente na década de 1880, quando foi introduzida uma estrada de ferro construída pela Companhia Paulista em 07 de novembro de 1881, com a finalidade de escoar a produção do interior para o litoral do estado, onde finalmente seria exportado. Outro fator que auxiliou nessa expansão foi a presença da terra roxa fértil além de condições ambientais favoráveis para o cultivo do café.

### Fundação
Nesse contexto de produção cafeeira, é fundada a fazenda Bela Aliança por Francisco Antônio de Souza Queiroz Filho, filho do famoso cafeicultor e senador Barão de Souza Queiroz, mas é pouco tempo depois adquirida por seu irmão, Nicolau de Souza Queiroz.A propriedade possuía mais de 130 alqueires onde eram produzias mais de 12 mil arrobas de café que posteriormente eram mandadas pela ferrovia de Descalvado, através da Estação da Aurora.

## Arquitetura
Quase todas as características originais da fazenda foram preservadas, incluindo as matas ao redor, com muitas manchas originais de mata atlântica. Apresenta arquitetura colonial das grandes fazendas de café do século XIX, composto por um casarão construído em taipa de pilão com aproximadamente 1000 m² construídos, divididos em vários aposentos e possuindo uma senzala em seu porão, que após a abolição se transformou em depósito. A casa ainda possui uma varanda em sua fachada e um conjunto de maquinas antigas, como uma tulha de café e uma serra traçadeira.